# 부산광역시립반송도서관
부산광역시립반송도서관은 부산광역시 해운대구 소재의 도서관이다.

## 연혁
- 1978. 1. 6 반송도서관 설립 (부산직할시조례 제1192호)
- 1987. 8. 11 개가제 실시
- 1992. 1. 1 무료입관제 실시
- 1987. 8. 11 부산광역시립반송도서관으로 명칭 변경 (지방자치법 중 개정법률 제4789호)
- 1996. 5. 14 어린이실 설치
- 1998. 8. 29 교양강좌실 설치
- 1999. 11. 3 공공도서관 전산협력망 구축
- 2000. 11. 25 부산지역 평생학습관 지정(부산광역시교육청)
- 2001. 2. 28 홈페이지 개설
- 2001. 11. 29 전국문화기반시설 공공도서관부문 장려상 수상
- 2002. 6. 14 디지털자료실 설치
- 2003. 4. 7 해운대구 평생학습도시선언-사업 실시
- 2003. 11. 25 전국문화기반시설 도서관부문 장려상 수상
- 2004. 6. 10 반송도서관 민락푸르지오 평생학습마을 개소
- 2006. 2. 16 도로편입으로 인한 별관 철거
- 2008. 1. 25 사학자료실 설치
- 2008. 3. 2 공공도서관 통합서비스시스템 실시
- 2008. 4. 23 도서관 3층(시청각실, 배움실 등) 개관
- 2009. 5. 6 공공도서관 개관시간 연장
- 2009. 12. 23 토요체험교실 지정(부산교육청)
- 2011. 1. 17 공공도서관 통합도서서비스 실시(27개관)
- 2013. 2. 1 영산대학교 셀프리더십 사업단 MOU체결
- 2013. 2. 28 제45회 한국도서관상 수상
- 2013. 11. 28 제6회 도서관 장애인서비스 우수사례 공모 최우수상 수상(국립중앙도서관)

## 이용 안내
이용 시간
- 열람실: 07:00 ~ 22:00
- 자료실
- 로비

휴관일
- 매월 첫째,둘째 월요일
- 국가지정 공휴일